# Padew Narodowa (gemeente)
De gemeente Padew Narodowa is een landgemeente in het Poolse woiwodschap Subkarpaten, in powiat Mielecki.
De zetel van de gemeente is in Padew Narodowa.
Op 30 juni 2005 telde de gemeente 5492 inwoners.

## Oppervlakte gegevens
In 2002 bedroeg de totale oppervlakte van gemeente Padew Narodowa 70,55 km², waarvan:
- agrarisch gebied: 75%
- bossen: 12%

De gemeente beslaat 8,02% van de totale oppervlakte van de powiat.

## Demografie
Stand op 30 juni 2004:
| Omschrijving                   | Totaal | Totaal | Vrouwen | Vrouwen | Mannen | Mannen |
| ------------------------------ | ------ | ------ | ------- | ------- | ------ | ------ |
| eenheid                        | aantal | %      | aantal  | %       | aantal | %      |
| inwoners                       | 5420   | 100    | 2679    | 49,4    | 2741   | 50,6   |
| bevolkingsdichtheid (inw./km²) | 76,8   | 76,8   | 38      | 38      | 38,9   | 38,9   |

In 2002 bedroeg het gemiddelde inkomen per inwoner 1342,13 zł.

## Plaatsen
- Babule
- Domacyny
- Kębłów
- Padew Narodowa
- Piechoty
- Pierzchne
- Przykop
- Rożniaty
- Wojków
- Zachwiejów
- Zaduszniki
- Zarównie

## Aangrenzende gemeenten
Baranów Sandomierski, Gawłuszowice, Osiek, Tuszów Narodowy